# الأناركية في روسيا
الأناركية الروسية هي الأناركية في روسيا أو لدى الروس. تتضمن الفئات الثلاث للأناركية الروسية: الشيوعية الأناركية والنقابية الأناركية والأناركية الفردانية. ضمّت صفوف الفئات الثلاثة النخبة المثقفة والطبقة العاملة في الغالب، على الرغم من أن الشيوعيين الأناركيين -المجموعة الأكثر عددًا- وجّهوا نداءات إلى الجنود والفلاحين أيضًا. 

## نبذة تاريخية

### باكونين ونفي الأناركيين
نشر ميخائيل باكونين في عام 1848، إبّان عودته إلى باريس، خطبة مسهبة شديدة اللهجة ضد روسيا، ما تسبب في طرده من فرنسا. أعطته الحركة الثورية عام 1848 الفرصة للانضمام إلى حملة راديكالية للتحريض الديمقراطي، ثم اعتُقل وحُكم عليه بالإعدام لمشاركته في انتفاضة مايو في دريسدن عام 1849. ومع ذلك، خُفِّفت عقوبة الإعدام إلى السجن مدى الحياة، وسُلِّم في نهاية المطاف إلى السلطات الروسية التي سجنته ثم أرسلته في النهاية إلى شرق سيبيريا في عام 1857.
حصل باكونين على إذن للانتقال إلى منطقة أمور، حيث بدأ بالتعاون مع قريبه الجنرال الكونت نيكولاي مورافيوف-أمورسكي، الذي كان حاكم شرق سيبيريا لمدة عشر سنوات. عندما عُزل مورافيوف من منصبه، خسر باكونين راتبه. نجح في الفرار، ربما بتواطؤ مع السلطات، وشقّ طريقه عبر اليابان والولايات المتحدة إلى إنجلترا في عام 1861. قضى بقية حياته في المنفى في أوروبا الغربية، بشكل رئيسي في سويسرا.
في يناير 1869، نشر سيرغي نيتشاييف شائعات كاذبة عن اعتقاله في سانت بطرسبرغ، ثم غادر إلى موسكو قبل التوجه خارج البلاد. ادّعى في جنيف بأنه ممثل لجنة ثورية كان قد فرّ من قلعة بطرس وبولس، وفاز بثقة ميخائيل باكونين الثوري في المنفى وصديقه نيكولاي أوغاريوف.
لعب باكونين دورًا بارزًا في تطوير نظرية الأناركية وتوسيعها وقيادة الحركة الأناركية. ترك بصمة عميقة على حركة «العوام الثوار» الروس في سبعينيات القرن التاسع عشر.
قُبض على بيوتر كروبوتكين في عام 1873 وسُجن، لكنه هرب في عام 1876 وذهب إلى إنجلترا، ثم انتقل بعد فترة قصيرة إلى سويسرا، حيث انضم إلى اتحاد جورا. ذهب إلى باريس في عام 1877، وهناك ساعد في بدء الحركة الأناركية. عاد في عام 1878 إلى سويسرا، حيث قام بتحرير صحيفة ثورية لاتحاد جورا تسمى لو ريفولت، ثم نشر أيضًا كتيبات ثورية مختلفة.

### الحركة العدمية
بعد محاولة اغتيال القيصر ألكسندر الثاني، عُيّن الكونت ميخائيل تاريلوفيتش لوريس-ميليكوف رئيسًا للجنة التنفيذية العليا ومُنح صلاحيات استثنائية لمحاربة الثوار. دعت مقترحات لوريس-ميليكوف إلى تأسيس شكل من أشكال الهيئة البرلمانية، وبدا أن الإمبراطور ألكسندر الثاني موافق عليها؛ لم تتحقق أيٌّ من هذه الخطط أبدًا، إذ اغتيل ألكسندر في 13 مارس (1 مارس وفق التقويم اليولياني)، 1881: أُصيب بجروح قاتلة بقنابل يدوية في أحد الشوارع الرئيسية في سانت بطرسبرغ، أثناء طريق العودة إلى قصر الشتاء، وتوفي بعد ساعات قليلة. قُبض على جميع المتآمرين: نيكولاي كيبالتشيتش وصوفيا بيروفسكايا ونيكولاي ريساكوف وتيموفي ميخائيلوف وأندريه تشيليابوف وحُكم عليهم بالإعدام. أُرسلت هيسيا هيلفمان إلى سيبيريا. تم التعرف على القاتل باسم إغناسي رينيفسكي، لكنه توفي أثناء الهجوم.

### الحركة التولستوية
على الرغم من أن ليو تولستوي (1828-1910) لم يطلق على نفسه لقب أناركي، إلا أنه صاغ في كتاباته اللاحقة فلسفة وصلت إلى حد الدعوة إلى مقاومة الدولة، وساهمت في تطور الأناركية والسلمية في جميع أنحاء العالم. استخدم تولستوي الأناجيل المسيحية، في سلسلة من الكتب والمقالات مثل ما أؤمن به (1884) والمسيحية والوطنية (1894)، كنقطة انطلاق لإيديولوجية اعتبرت العنف هو الشر المطلق.
أعرب تولستوي عن ازدرائه الملكية الخاصة للأرض، لكن أناركيته تكمن في وجهة نظره أن الدولة موجودة بشكل أساسي كأداة للإنفاذ الإلزامي، والتي اعتبرها مناقضة لجميع التعاليم الدينية. كتب ذات مرة: «من يتعهّد مقدَّمًا دون قيد أو شرط بالخضوع للقوانين التي يضعها وسيضعها بشر، إنه بهذا التعهد يتخلى عن المسيحية». 
في الثمانينيات من القرن التاسع عشر، اكتسبت الأناركية اللاعنفية التي وضعها تولستوي أتباعًا في روسيا. في العقود التالية انتشرت الحركة التولستوية، التي لم يتوقعها تولستوي نفسه ولم يشجعها، عبر روسيا إلى دول أخرى. اكتسبت مقاومة الحرب معنى خاصًا في روسيا، إذ فرض الإمبراطور ألكسندر الثاني الخدمة العسكرية الإلزامية في عام 1874. منذ ثمانينيات القرن التاسع عشر إلى أوائل القرن العشرين، رفض عدد متزايد من الشباب الالتحاق بالخدمة العسكرية على أساس اعتراض تولستوي الأخلاقي على الحرب. حفّزت مثل هذه الأحداث تولستوي، وغالبًا ما شارك في الدفاع عن المعترضين السلميين في المحكمة. 
أنشأ العديد من الأشخاص الذين استلهموا من نسخة تولستوي للأخلاق المسيحية كميونات زراعية في أجزاء مختلفة من روسيا، جمع الأفراد فيها دخلهم وأنتجوا طعامهم ومأواهم وبضائعهم. قدّر تولستوي هذه الجهود ولكنه انتقد هذه المجموعات أحيانًا لعزلها نفسها عن بقية البلاد، وشعر أن الكميونات لم تساهم في حركة سلام عالمية. 
على الرغم من أن تصرفات تولستوي كثيرًا ما حادت عن المثل التي وضعها لنفسه (على سبيل المثال، امتلك عقارًا كبيرًا)، استمر أتباعه في تعزيز الرؤية التولستوية للسلام العالمي بعد وفاته في عام 1910. 

### الأناركية الفردانية
كانت الأناركية الفردانية واحدة من الفئات الثلاث للأناركية في روسيا، إلى جانب الشيوعية الأناركية الأكثر بروزًا والنقابية الأناركية. تألفت صفوف الأناركيين الفردانيين الروس في الغالب من النخبة المثقفة والطبقة العاملة. من وجهة نظر المؤرخ الأناركي بول أفريتش «كان أليكسي أليكسيفيتش بوروفوي وليف تشورني (بافل دميتريفيتش تورتشانينوف) الداعمَين البارزَين للأناركية الفردانية، ويقيم كلاهما في موسكو. ورِثا عن نيتشه الرغبة في قلب جميع القيم السياسية والأخلاقية والثقافية التي يقبلها المجتمع البرجوازي. علاوة على ذلك، تأثرا تأثرًا كبيرًا بماكس شتيرنر وبنجامين تاكر، المنظران الألماني والأمريكي للأناركية الفردانية، وطالبا بتحرير الشخصية الإنسانية بالكامل من أغلال المجتمع المنظم». 
وجد بعض الأناركيين الفردانيين الروس «التعبير المطلق عن عزلتهم الاجتماعية في العنف والجريمة، في حين ربط آخرون أنفسهم بالأوساط الأدبية والفنية الطليعية، لكن الغالبية ظلوا أناركيين «فلسفيين» وأجروا مناقشات الصالونات الحية وتوسّعوا في نظرياتهم الفردانية في المجلات والكتب المضجرة». 
كان ليف تشورني أناركيًا فردانيًا مهمًّا شارك في مقاومة صعود الحزب البلشفي للسلطة. تمسّك بشكل رئيسي بأفكار ماكس شتيرنر وبنجامين تاكر. نشر في عام 1907 كتابًا بعنوان الأناركية الجمعوية، دعا فيه إلى «التجمّع الحر للأفراد المستقلين». عند عودته من سيبيريا في عام 1917، نال شعبية كبيرة كمحاضر بين عمال موسكو. كان تشورني أيضًا أمين اتحاد موسكو للجماعات الأناركية، الذي تشكّل في مارس 1917. دعا إلى «الاستيلاء على المنازل الخاصة»، وهو إجراء اعتبره الأناركيون بعد ثورة أكتوبر مصادرة مباشرة للبرجوازية. توفي بعد اتهامه بالمشاركة في أحداث فجّرت فيها هذه المجموعة مقر لجنة موسكو للحزب الشيوعي. على الرغم من عدم تورطه على الأرجح في التفجير، إلا أنه ربما مات بسبب التعذيب. 
دعا تشورني إلى القلب النتشوي لقيم المجتمع الروسي البرجوازي، ورفَض الكميونات الطوعية للشيوعي الأناركي بيوتر كروبوتكين باعتبارها تشكّل تهديدًا على حرية الفرد. فسّر المفكرون بمن فيهم أفريتش وألان أنتليف هذه الرؤية للمجتمع على أنها تأثرت تأثرًا كبيرًا بالأناركيَين الفردانيَين ماكس شتيرنر وبنجامين تاكر. سُجن تشورني في سيبيريا بعد نشر الكتاب في ظل النظام القيصري الروسي بسبب أنشطته الثورية. 
من ناحية أخرى، كان أليكسي بوروفوي (1876؟ -1936)، أستاذًا في الفلسفة في جامعة موسكو و«خطيبًا موهوبًا ومؤلفًا للعديد من الكتب والكتيبات والمقالات التي حاولت التوفيق بين الأناركية الفردانية ومبادئ النقابية». كتب في عام 1918 الأناركية بعد ثورة أكتوبر مباشرة والأناركية والقانون، من بين أعمال نظرية أخرى.